# گاس کنورثی
گاس کنورثی (انگلیسی: Gus Kenworthy) اسکی‌باز آمریکایی متولد بریتانیا است. وی در المپیک ۲۰۱۴ در سوچی در رشته آزاد مردان مدال نقره گرفت.
وی در ۲۲ اکتبر ۲۰۱۵ اعلام کرد که همجنس‌گراست. 